# Герцогство Курляндское, Семигальское и Пильтенское
Герцогство Курляндское, Семигальское и Пильтенское (латыш. Kurzemes, Zemgales un Piltenes hercogiste; фр. Duché de Courlande, Semigallia et Piltene; нем. Herzogtum Kurland, Semgallen und Piltene) — территориальное образование. Появилось в 1812 году на оккупированной Наполеоном территории Курляндии.
9 июля в Вильне Наполеон заявил о своих планах восстановить Герцогство Курляндское и Семигальское, присоединённое к России полутора десятилетиями раньше. В последующие две недели французские войска заняли бывшую территорию герцогства, 20 июля российский губернатор Курляндии Фёдор Сиверс и его администрация покинули бывшую столицу, губернский город Митаву. Территория бывшего герцогства осталась, как и при российском управлении, объединена с территорией бывшей Пилтенской области. 1 августа был издан указ об образовании нового герцогства. Главой правления был избран Карл Фридрих фон Медем, его советниками стали Дитрих Эрнст фон Шёппинг и Вильгельм Рюдигер (Wilhelm Rüdiger). Прокурором был поставлен Георг Бенедикт фон Энгельгардт. 8 октября Курляндским генерал-губернатором был назначен генерал Кампредон.
20 декабря 1812 года с отходом Наполеона Герцогство Курляндское, Семигальское и Пильтенское перестало существовать.